# Xavier Rohart
Xavier Charles René Rohart (ur. 1 lipca 1968 w Thionville) – francuski żeglarz sportowy. Brązowy medalista olimpijski z Aten.
Brał udział w pięciu igrzyskach olimpijskich (IO 92, IO 00, IO 04, IO 08, IO 12). W 1992 i 2000 płynął w Finnie, później startował w klasie Star. W 2004 Francuzi zajęli trzecie miejsce, partnerował mu Pascal Rambeau. Rohart był mistrzem świata w tej klasie w 2003 i 2005, srebrnym medalistą tej imprezy w 2007, brązowym w 2002 i 2006. W Finnie dwukrotnie zdobywał brąz światowego czempionatu (1997 i 1998).